# Conny van Bergen
Conny van Bergen (Hilversum, 1938) is een Nederlands zangeres.

## Biografie
Van Bergen heeft een ruime staat van dienst. Zij was vanaf 1965 soliste bij de Dutch Swing College Band en trad wereldwijd op. Tevens kreeg zij bekendheid als zangeres van het Avro-orkest The Skymasters.
In 1964 behoorde zij samen met Willeke Alberti, Trea Dobbs, Rita Hovink en Shirley Zwerus tot de Nederlandse afvaardiging naar het Songfestival van Knokke. Het werd een geslaagd optreden: de groep won het festival. Het jaar daarop bestond de Nederlandse groep uit Van Bergen, Jan Arntz, Greetje Kauffeld en Liesbeth List.
In 1965 en 1966 werkte Van Bergen regelmatig samen met jazzbands. Uit 1965 stamt een single waarop ze samenwerkt met de Rivertown Dixieland Jazzband. In diezelfde periode maakte zij ook een duetsingle met Dick Rienstra.
Van Bergen was getrouwd met jazzpianist Henk Elkerbout.

## Discografiesingles(selectie)
- 1962: Slapeloze nachten / Dan zal ik jou vergeven (deze nog onder eigennaam Conny van den Berg)
- 1963: Mr. Casanova / Jongenlief, toe neem me mee
- 1964: Die nacht in Lissabon / Hopeloos
- 1965: Come a little bit closer / Goin' out of my head
- 1965: Salty dog / Molly 'Dear' Mallone, A-kant met de Rivertown Dixieland Jazzband, B-kant met de Dutch Swing College Band
- 1965: Johnny, oh Johnny / Ik kijk naar de horizon
- 1965: Little Liza Jane / Always true to your fashion, met The Dutch Swing College Band
- 1965: Salty dog blues - Molly Malone / Little Liza Jane - Always true to you in my fashion (EP)
- 1966: Sorry / Ik val in slaap
- 1966: Hernando's hideaway / Just another polka, met The Dutch Swing College Band
- 1966: Shaken met Sjakie / Je had gelijk
- 1967: Jij zag niet eens m'n tranen / Heimwee naar jou
- 1968: Leven is liefde / Blijf niet alleen
- 1969: Ik wil 's wat beleven / Antonio
- 1970: Manolito / Pardon mijnheer
- 1972: De weg leek mij zo lang / Mamma
- 1972: Salty dog / Jij zag niet eens m'n tranen, A-kant met de Rivertown Dixieland Jazzband
- 1974: Ik voel me zo gelukkig als maar kan / 't Is de vraag
- 1974: Fanny Hill / Ja, je denkt aan mij